# Коллинз, Фил
Фил Ко́ллинз LVO (англ. Phil Collins; полное имя Фи́лип Дэ́вид Чарльз Ко́ллинз (англ. Philip David Charles Collins); род. 30 января 1951, Лондон) — британский певец, барабанщик, автор песен, звукозаписывающий продюсер и актёр.
Получил известность как участник рок-группы Genesis, затем сделал впечатляющую сольную карьеру, продав свыше 150 миллионов экземпляров своих альбомов.
Фил Коллинз является одним из трёх музыкантов за всю историю (вместе с Полом Маккартни и Майклом Джексоном), чьи альбомы были проданы по всему миру тиражом более ста миллионов экземпляров — и как соло-исполнителя, и (отдельно) как участника музыкального коллектива. В то время как за всю свою карьеру Genesis лишь единожды (в 1986 году) сумели взобраться на вершину чарта Billboard Hot 100, Коллинзу удалось сделать это семь раз — с синглами «Against All Odds» (1984), «One More Night» (1985), «Sussudio» (1985), «Separate Lives» (1985), «A Groovy Kind of Love» (1988), «Two Hearts» (1988) и — пожалуй, наиболее известной своей песней — «Another Day in Paradise» (1989). Своеобразной визитной карточкой Коллинза по-прежнему остаётся самый первый сольный сингл, «In the Air Tonight».
Он сотрудничал с такими известными музыкантами, как Пол Маккартни, B.B. King, Оззи Осборн, Джордж Харрисон, Роберт Плант, Эрик Клэптон, Майк Олдфилд, Стинг, Джон Кэйл, Брайан Ино, Питер Гэбриел, Рави Шанкар, Томми Болин, Адам Ант, Фрида Лингстад и 2pac.
Среди его наград — 8 «Грэмми», 2 «Золотых глобуса», 6 «Brit Awards», «Оскар», премия «Disney Legend», 6 наград Британской академии композиторов и авторов, включая «Международную премию» за достижения. Он получил звезду на Голливудской аллее славы в 1999 году, был введён в «Зал славы авторов песен» в 2003 году и «Зал славы рок-н-ролла» в качестве участника группы Genesis в 2010 году.
В списке «100 величайших барабанщиков всех времён» журнала Rolling Stone занял 43-е место.

## Биография
Филип Дэвид Чарльз Коллинз родился 30 января 1951 года в лондонском боро Уондсуэрт в Великобритании.
В пять лет родители подарили Филу игрушечную ударную установку, и это явилось стартом его головокружительной музыкальной карьеры. Первым его музыкальным опытом стало отбитие ритма в такт музыкальному сопровождению теле- и радиопрограмм. Игра на ударных стала для Фила основным увлечением.
В подростковом возрасте Коллинз увлекается ещё и актёрским мастерством, однако тяга к музыке пересилила, и в 1969 году он получил свой первый контракт как барабанщик группы Flaming Youth. Выпущенный этой командой альбом имел средний успех, а после года гастролей и раздоров коллектив распался.
В 1970 году в качестве перкуссиониста 19-летний Коллинз принял участие в записи трека Джорджа Харрисона «Art of Dying» и в том же году откликнулся на объявление в музыкальном журнале Melody Maker, которое гласило: «Ансамбль ищет барабанщика с хорошим чувством акустики». Ансамблем оказалась Genesis — группа, которую организовали выпускники частной школы. Придя на прослушивание в дом родителей Питера Гэбриела, Коллинз был впечатлён обстановкой — лесистая местность, рояль на террасе, наличие плавательного бассейна, ударная установка в тени раскидистого сада, звучание нового на тот момент альбома Trespass. Коллинз сразу же был принят в состав группы, легко обойдя на прослушивании всех других претендентов. По свидетельству Коллинза, его первый гонорар в Genesis составлял 10 фунтов стерлингов в неделю — в 2 раза больше, чем он получал в Flaming Youth.
Помимо игры на ударных, Коллинз принимал участие в записи композиций и как бэк-вокалист. Полноценным же вокальным дебютом Фила Коллинза в Genesis стала композиция «For Absent Friends» (в переводе с англ. — «Ушедшим друзьям») из альбома 1971 года Nursery Cryme. После того как в 1975 группу покинул её основатель Питер Гэбриел, встал вопрос о новом вокалисте. Коллективом было прослушано более четырёхсот претендентов, но в конце концов группа решила отдать микрофон своему барабанщику (настроенному довольно скептически). Этот момент стал одним из самых значительных уже не только для Коллинза, но и для самой группы. За последующие двадцать лет группа стала одной из самых популярных в мире; немалая в этом заслуга самого Коллинза — не только вокалиста и барабанщика группы, но и автора музыки и стихов многих его песен. Параллельно с Genesis Коллинз на протяжении многих лет работал с джазовым инструментальным проектом Brand X, а также участвовал в альбомах Питера Бэнкса (Yes) и Энтони Филлипса (Genesis). По словам Коллинза, он был готов занять место ударника The Who после смерти Кита Муна, однако в группу уже пригласили Кенни Джонса.

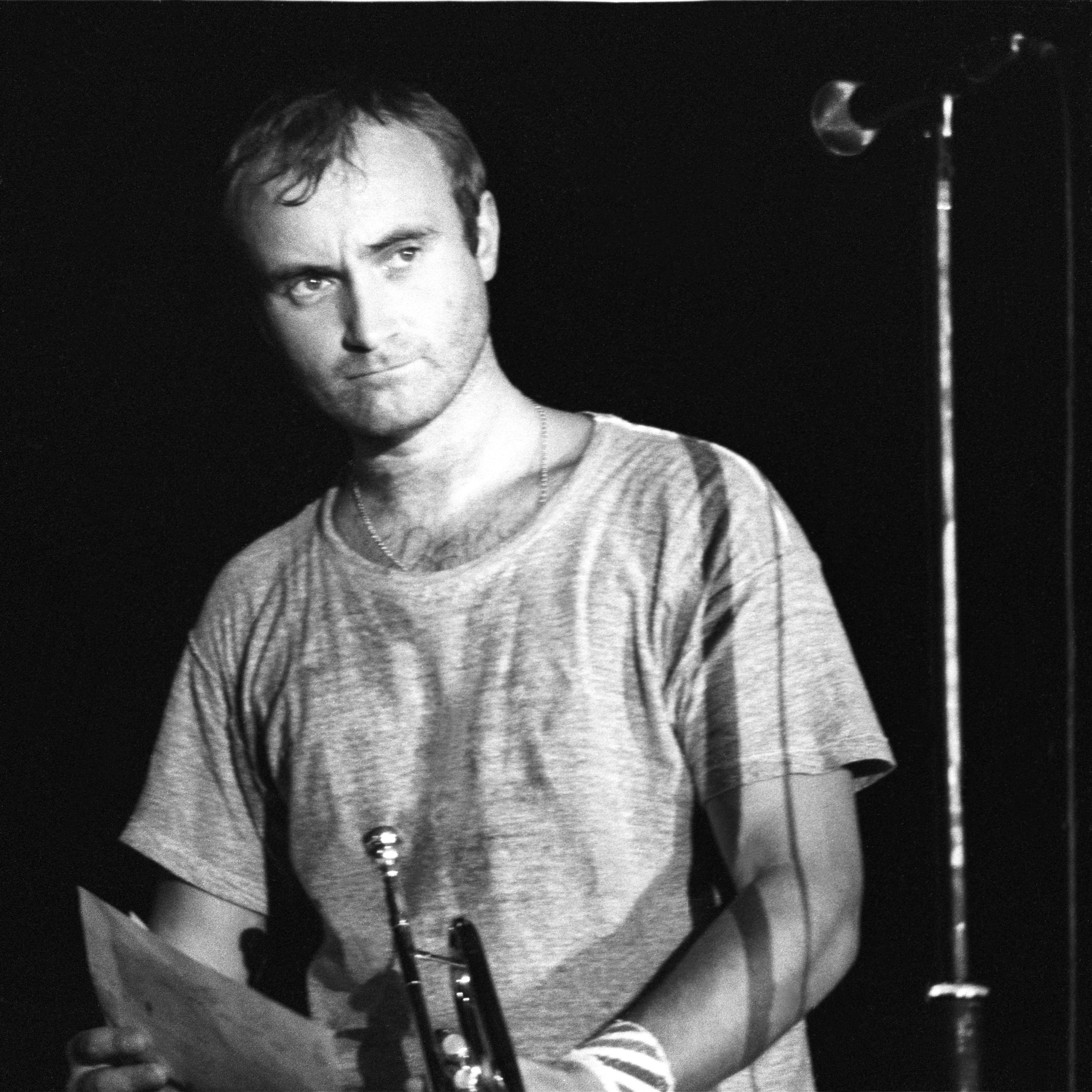
Страсбург, 1981 год

В начале 1980-х годов Фил Коллинз занялся сольной карьерой. Редко кому из вокалистов известных групп, начавших сольную карьеру, удаётся превзойти успех, достигнутый в группе, но Коллинзу это удалось. Тираж его первого же сольного альбома Face Value превзошёл тиражи альбомов Genesis, а композиция «In the Air Tonight» стала его визитной карточкой, так же как и мощный звук барабанов, основанный на эффекте «гейтированной реверберации» (англ. gated reverb) (придуманный Гэбриелом, Коллинзом и их сопродюсером и звукоинженером Хью Пэдхамом), который «предопределил звук 80-х». В течение 1980-х годов Коллинз выпустил ряд успешных альбомов и при этом продолжал работать с Genesis, а также записывался с такими звёздами, как Плант, Роберт, Эл Ди Меола, Тони Левин, Адам Ант, Филип Бейли, Эрик Клэптон, Чака Хан, Говард Джонс, Пол Маккартни, Tears for Fears.
В июле 1985 года Фил Коллинз выступил на благотворительном фестивале Live Aid, сыграв вместе со Стингом на «Уэмбли», а затем переместившись на самолёте «Конкорд» в США для исполнения партии ударных на выступлении Led Zeppelin (по приглашению Роберта Планта) в Филадельфии, на стадионе JFK. Выступление Led Zeppelin прошло неудачно; (Коллинз в какой-то момент хотел уйти со сцены); при этом обе стороны винят в этом друг друга. В своей автобиографии Коллинз вспоминает, что не сразу понял, что его согласие выступить с Плантом и Пейджем обернётся «воссоединением Led Zeppelin» и что не посещал репетиций, а о наличии второго барабанщика узнал непосредственно перед выступлением, в результате чего играл больше «по воздуху».

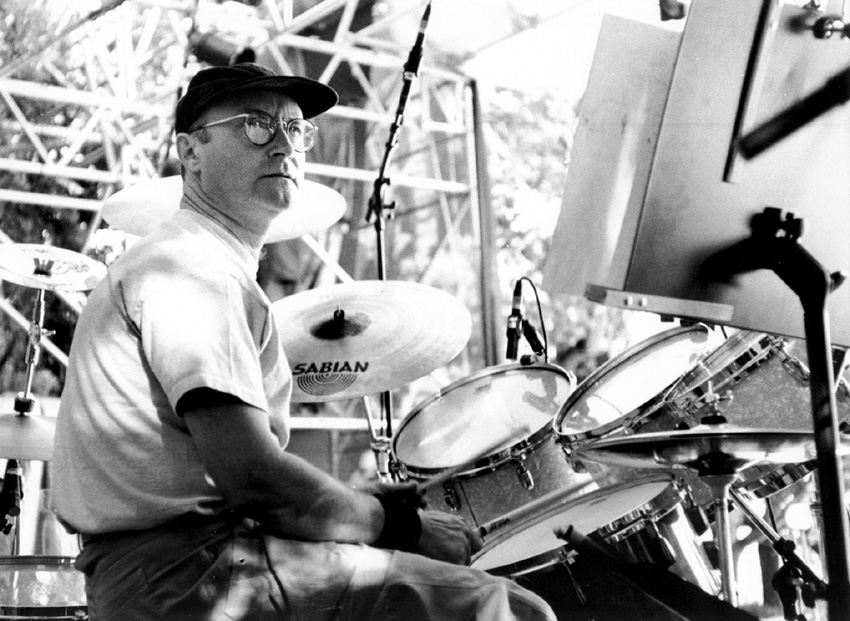
1996 год

В начале 1990-х годов Коллинз решил покинуть группу Genesis, посвятив себя сольным проектам и съёмкам в кино. Однако перед уходом из Genesis он записал вместе с её участниками один из лучших альбомов в «пост-Гэбриеловской» истории группы We Can’t Dance (1991) и участвовал в большом прощальном турне (1992—1993). В 1999 году он записал саундтрек к мультфильму «Тарзан» студии Walt Disney Pictures и получил премии «Оскар» и «Золотой глобус» за песню «You’ll Be in My Heart».
Фил Коллинз снялся во многих фильмах. Один из самых известных фильмов с его участием — «Бастер» (1988), лента про ограбление почтового поезда в 1963 году.
Репертуар Коллинза не ограничивается душевными мелодичными песнями про любовь. В своих песнях (и для собственного репертуара, и для Genesis) Фил Коллинз поднимает важные социальные и моральные темы: военные конфликты, сложные отношения родителей и детей, жизнь бездомных и другие острые проблемы.
3 июня 2002 года Фил Коллинз отыграл на барабанах на концерте, посвящённом золотому юбилею королевы Елизаветы II. В 2007 году Фил воссоединился с Genesis для прощального тура Turn It On Again.
7 марта 2011 года Фил Коллинз объявил о завершении своей музыкальной карьеры. «Я решил закончить карьеру, потому что хочу быть отцом для двух моих юных сыновей полный рабочий день и на ежедневной основе» — сообщил он на своём официальном сайте. В том же сообщении он опроверг мнения, которые высказывали различные мировые СМИ, о причинах, побудивших его завершить музыкальную карьеру: «Я ухожу не из-за плохой критики или плохих обзоров в прессе», «Я ухожу не из-за того, что меня никто не любит. Я знаю, что у меня много поклонников, которые любят моё творчество. Спасибо вам».
Осенью 2016 года Фил Коллинз объявил о том, что снова вернётся на сцену — летом 2017 года он даст девять концертов в Лондоне, Кёльне и Париже в рамках тура, который он назвал «Ещё не мёртв». Объявление о своём возвращении 65-летний музыкант сделал на большой пресс-конференции в Лондоне.

## Личная жизнь
В 1975 году Фил Коллинз женился на девушке по имени Андреа Берторелли, с которой познакомился ещё в 11 лет в театральной школе в Лондоне. Коллинз также удочерил её дочь Джоэли (род. 1972) от первого брака. В 1976 году у пары родился сын Саймон. Однако Андреа так и не смогла смириться с постоянной занятостью Фила на концертах и гастролях, и в 1980 году они развелись.
В 1985 году музыкант женился на американке Джилл Тэвелман. В 1989 году родилась их дочь Лили. В 1996 году брак Фила и Джилл распался.
Третьей женой певца стала швейцарская модель мексиканского происхождения Орианна Цевей. Свадьба состоялась в 1999 году. В 2001 году у супругов родился сын Николас, а в 2004 году — сын Мэттью.
В 2008 году Фил и Орианна развелись. Музыкант выплатил бывшей жене 25 миллионов фунтов стерлингов (около 50 миллионов долларов) — одну из самых больших сумм отступных за всю историю бракоразводных процессов. Однако в 2016 году певец сообщил, что помирился с Цевей и теперь они вместе с детьми живут в доме Фила в Майами. Однако в октябре 2020 года Коллинз в шоке узнал, что Цевей ещё в августе того же года втайне вышла замуж за другого мужчину, после чего потребовал ордер на выселение. Цевей подала ответный иск на половину стоимости их общего дома в Майами. В 2021 году Коллинз продал этот дом за 39 миллионов долларов.
С середины 1990-х годов Фил имеет проблемы со здоровьем. Сначала это проявлялось в частичной потере слуха, а потом в лишении возможности игры на барабанах, которое возникло из-за повреждённых нервов обеих рук. В 2015 году Коллинз перенёс операцию на позвоночнике, а через два года травмировал голову, когда поскользнулся в своём гостиничном номере. В тяжёлом состоянии Фил был доставлен в лондонскую больницу, а намеченные концерты в Альберт-холле пришлось перенести. С тех пор Коллинз передвигается при помощи трости, а на своих концертах, как правило, выступает сидя.

## Награды

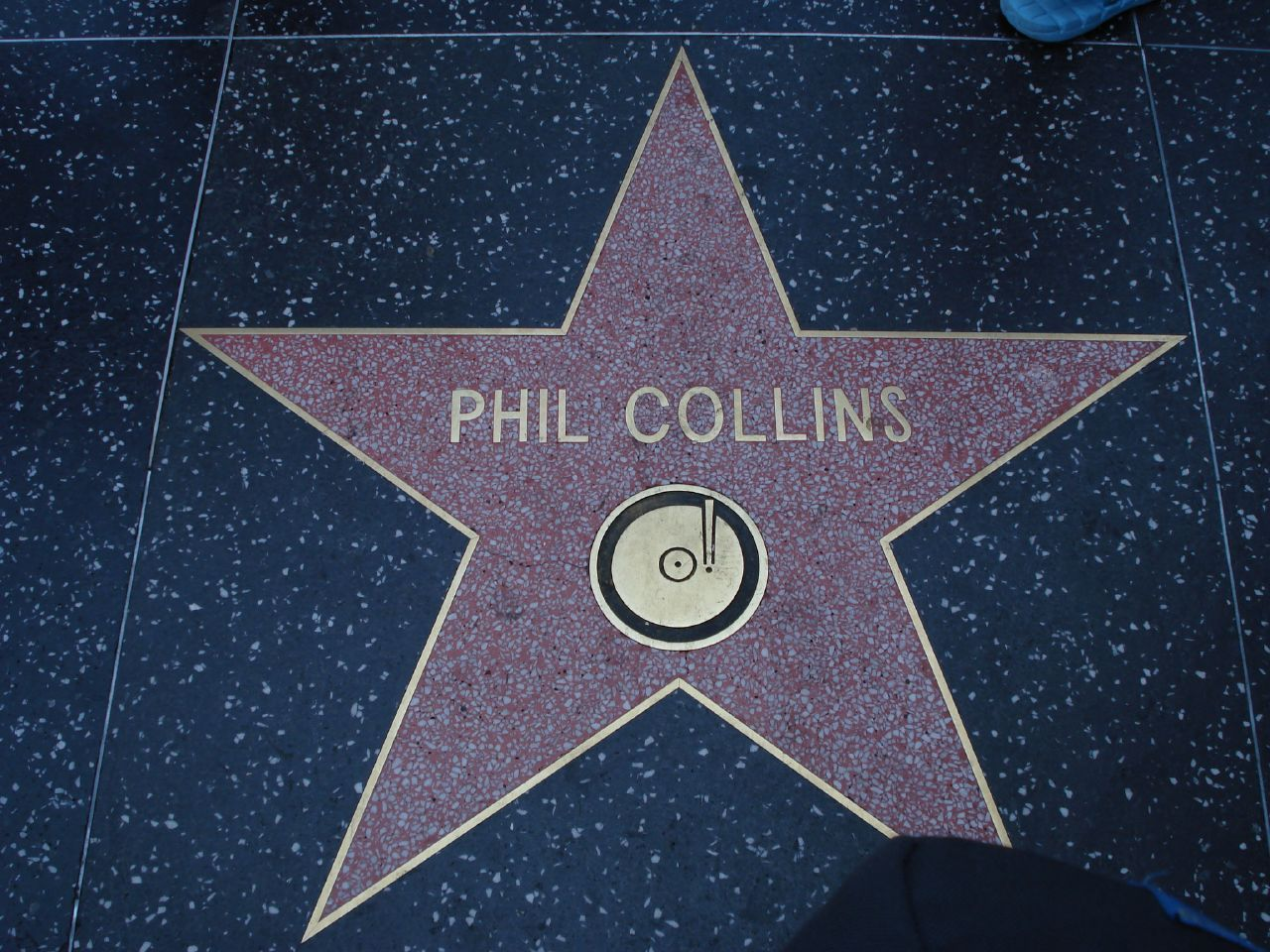
Звезда на Аллее Славы

## Влияние
В своей книге о «легендах», которые определили прогрессив-рок, американский барабанщик Рич Лаковски написал: «Грув Фила Коллинса в ранних записях Genesis проложил путь для многих талантливых барабанщиков. Его способность заставлять барабаны „лаять“ с музыкальностью и объединяться настолько убедительно в необычных музыкальных размерах заставили многих барабанщиков швырять наушники и подыгрывать Филу». В 2014 году читатели журнала Rhythm выбрали Коллинза четвёртым наиболее влиятельным барабанщиком прогрессивного рока за его работу над альбомом Genesis 1974 года The Lamb Lies Down on Broadway. В 2015 году MusicRadar назвал Коллинза одним из шести пионеров игры на ударных в прогрессивном роке. В 2005 году слушатели радиостанции Planet Rock выбрали Коллинза пятым величайшим рок-барабанщиком в истории. Коллинз занял десятое место в списке «Величайших барабанщиков всех времён» по версии Gigwise и номер девять в списке «20 величайших барабанщиков за последние 25 лет» MusicRadar в 2010 году. В 1987 году Коллинз вспомнил о своей быстрой игре в Brand X и раннем Genesis: «Я больше не могу так играть».
Барабанщик Foo Fighters Тейлор Хокинс называет Коллинза одним из своих героев игры на барабанах. Он сказал: «Коллинз — невероятный барабанщик. Любой, кто хочет быть хорошим на барабанах, должен обратить внимание на него; этот человек — мастер». В апрельском выпуске Modern Drummer 2001 года барабанщик Dream Theater Майк Портной упомянул Коллинза в интервью, когда его спросили о барабанщиках, под влиянием которых он находился и которых уважал. В другом разговоре в 2014 году Портной похвалил его «удивительную прогрессивную игру на барабанах» из начала и середины 1970-х годов. Барабанщик Rush Нил Пирт высоко оценил его «красивую игру на барабанах» и «прекрасный звук» в альбоме Genesis 1973 года Selling England by the Pound, который он назвал «непреходящим шедевром игры на барабанах». Марко Миннеманн, барабанщик для таких исполнителей как Джо Сатриани и Стивен Уилсон, назвал Коллинза «блестящим» за то, как «он сочиняет свои партии и звуки, которые он получает». Он сказал: «Фил для меня почти как Джон Бонэм. Я слышу его личность, его взгляд». Он выделил ударные на «In the Air Tonight» в качестве примера «десяти нот, которые все знают» и сделал вывод, что «Фил безумно талантливый барабанщик».
Другими барабанщиками, которые цитировали его как влияние или выражали восхищение его игрой на барабанах, являются Брэнн Дэйлор из Mastodon, Ник Д’Вирджилио из Spock’s Beard и Big Big Train, Джимми Киган из Spock’s Beard, Мэтт Мингус из Dance Gavin Dance, Джон Мерриман из Cephalic Carnage и Крейг Бланделл из Steven Wilson и Frost*. По словам Джейсона Бонэма, сына Джона Бонэма, его отец «очень уважал игру на барабанах Фила Коллинза», а одной из его любимых песен была песня Genesis «Turn It On Again», которую он любил играть с ним.
Читатели «Modern Drummer» голосовали за Коллинза каждый год между 1987 и 1991 годами в категории «Барабанщик года в поп-музыке/мейнстримовом роке». В 2000 году он был признан барабанщиком года Big Band. В 2012 году он был введён в Зал славы.

## Дискография

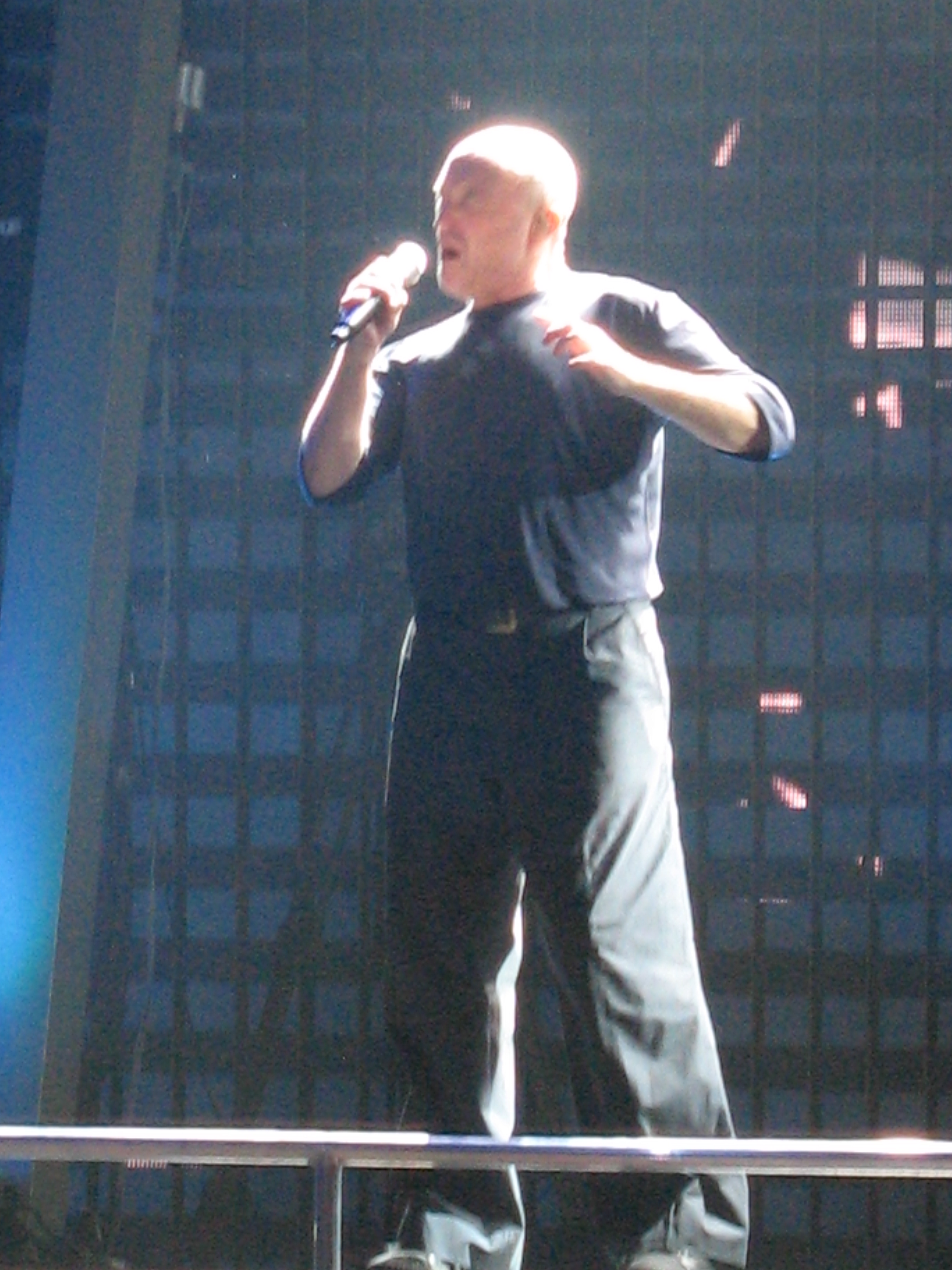
Коллинз (в составе группы Genesis) исполняет «In the Cage». 2007 год

### Студийные альбомы
- 1981: Face Value
- 1982: Hello, I Must Be Going!
- 1985: No Jacket Required — премия «Грэмми» за лучший альбом года
- 1989: ...But Seriously
- 1993: Both Sides
- 1996: Dance into the Light
- 2002: Testify
- 2010: Going Back

### Концертные альбомы
- 1990: Serious Hits… Live!
- 1999: A Hot Night in Paris
- 2004: Finally… First Farewell Tour
- 2017: Not Dead Yet Live!

### Саундтреки
- 1983: Risky Business
- 1988: Buster
- 1999: Tarzan
- 2003: Brother Bear
- 2006: Tarzan (Broadway)

### Сборники
- 1987: 12"ers
- 1998: …Hits
- 2004: The Platinum Collection
- 2004: Love Songs: A Compilation… Old and New
- 2016: The Singles
- 2019: Other Sides

### Genesis
- 1971: Nursery Cryme
- 1972: Foxtrot
- 1973: Selling England by the Pound
- 1974: The Lamb Lies Down on Broadway
- 1976: A Trick of the Tail
- 1976: Wind & Wuthering
- 1978: ...And Then There Were Three...
- 1980: Duke
- 1981: Abacab
- 1983: Genesis
- 1986: Invisible Touch
- 1991: We Can't Dance

### Brand X
- 1976: Unorthodox Behaviour
- 1977: Moroccan Roll
- 1977: Livestock
- 1979: Product
- 1980: Do They Hurt?
- 1982: Is There Anything About?

### Flaming Youth
- 1969: Ark 2[англ.]

## Фильмография

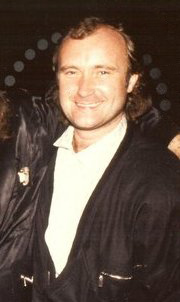
В 1980-х.

- «Полиция Майами» («Phil the Shill») (1985) — Фил Мейхью
- «Бастер» (1988)
- «Капитан Крюк» (1991) — полицейский, инспектор Гуд
- «Вирус» (1993) — Эдди Папасано
- «Мошенники» (1993) — Роланд Коппинг

Фил Коллинз случайно снялся в фильме «Вечер трудного дня». Дети, которых для массовки в песне «If I Fell» набрали из близлежащих школ и понятия не имели, что перед ними будут выступать The Beatles. Среди этих детей оказался и 13-летний Коллинз. При окончательном монтаже кадры с Филом Коллинзом не вошли в фильм. Однако позже эти кадры и его комментарии были использованы для DVD «Вечер трудного дня».
Фил Коллинз озвучил самого себя в видеоигре Grand Theft Auto: Vice City Stories. После выполнения миссии «In the Air Tonight» (названной в честь одноимённой песни, звучащей в игре) можно посетить его концерт. Данная песня играет также и в трейлере игры Dead Space 3, в конце фильма Мальчишник 3, сериалах Miami Vice, Германия-83.